# 天国王朝
是一部英國、德國和美國合拍的史詩戰爭電影，由雷德利·斯科特執導與監製，於2005年5月6日上映。主演為奧蘭多·布魯、伊娃·葛林、傑瑞米·艾恩斯、大衛·泽尔利斯等。電影講述了12世紀第二次十字軍東征及耶路撒冷王國陷入危機，伊斯蘭領袖薩拉丁想從十字軍手上重新奪回耶路撒冷，耶路撒冷裏的一名鐵匠伊貝林的貝里昂想保衛由十字軍控制的耶路撒冷城。劇本大抵基於歷史上伊貝林的貝里昂的生平而改编。哥倫比亞大學的哈米德·达巴希教授為該片的首席學術顧問。
影片的大部分拍攝於摩洛哥的瓦爾扎扎特，史考特曾在此拍攝了《神鬼戰士》、《黑鷹計劃》等片。攝影組在沙漠上搭建了古城耶路撒冷的複製品。有報導指摩洛哥政府派出了上百名士兵保護摄制组及其人员。事实上，在拍摄战争场面时摩洛哥的士兵作为临时演员的确在场。西班牙也成为该片的拍摄地之一，拍摄地点包括韦斯卡（洛海尔城堡）、塞哥维亚（瓦尔塞恩树林）、阿维拉、帕尔马德尔里奥和塞维利亚（彼拉多官邸）。

## 演員
該片大部分角色基於歷史人物而改編：
- 奥兰多·布鲁：伊貝林的貝里昂
- 伊娃·葛林：西比拉公主
- 連恩·尼遜 ：伊貝林的戈弗雷（現實中應為伊貝林的巴理森）
- 傑瑞米·艾恩斯：太巴列（即的黎波里伯爵雷蒙德三世）
- 大卫·休里斯：醫院騎士（十字軍宗教成员）
- 布蘭頓·葛利森：沙蒂永的雷纳德
- 馬頓·索柯斯：吕西尼昂的居伊
- 加桑·馬蘇德：薩拉丁
- 愛德華·諾頓：鲍德温四世
- 亚历山大·希迪格：伊玛德丁·伊斯法哈尼（Imad ad-Din al-Isfahani），一位波斯历史学家、学者
- 莊·芬奇：耶路撒冷主教希拉克略（英语：Heraclius of Jerusalem）
- 伊恩·格雷：英格蘭國王獅心王理查一世

## 主要情節
影片從法國一個無名村莊開始，鐵匠貝里昂因為妻子的自殺而陷入愧疚之中，直到其生父戈弗雷突然回到其面前。父親18年前離家參加聖戰，現在因勇猛善戰，立下功勳而已成為當地的貴族爵士，此次回來正是接貝里昂去聖地一同加入十字軍。貝里昂對此原本毫無興趣，但是不久後因為和神父發生爭執，發現對方在埋葬自己妻子前砍了她的頭，並偷了她的十字架，而一怒將其殺死，於是不得不決心為洗刷罪過前往聖地，希望獲得救贖和寬恕。
在路途中由于和追捕者发生冲突，戈弗雷在战斗中受伤，最终傷勢恶化而去世，临终前他将儿子貝里昂封为骑士继承自己的财产。貝里昂在前往耶路撒冷的途中遭遇船難，僅他一人倖存，孤身到耶路撒冷之后，贝里昂得到了父亲从前部下的支持，并被耶路撒冷王国国王鲍德温四世和最高军务官太巴列当作朋友对待。
鲍德温为人温和而有才略远见，其治下耶路撒冷与周边各族和睦相处，但因患有严重麻瘋病而生命朝不保夕，甚至必须戴着面具来遮盖自己毁容后的身体。周围的野心家因而蠢蠢欲动，尤其以国王姐姐西比拉公主的丈夫、圣殿骑士团大团长居伊为首。西比拉本人则对不卑不亢、又充满活力的贝里昂颇有好感。
圣殿骑士团狂妄自大目中无人，袭击了穆斯林商队，數萬穆斯林大軍準備報復襲擊行動的負責人，圣地形势突然乌云遍布。危急时刻国王不顾病重而亲自率领大军赶到前线，与穆斯林领袖，同样雄才大略的萨拉丁立誓和解才得以缓解形势，但本人不久即因积劳而病逝。鲍德温临终前指示贝里昂以大局为重，迎娶西比拉继承王国，但贝里昂充满理想主义的骑士精神，因不愿激起政变多伤人命而拒绝。
鲍德温死后，公主西比拉继承王位，居伊顺利夺得王国大权，其果然撕毁和约立刻向穆斯林挑起冲突。萨拉丁率领大军乘机前来进攻，居伊率领王国军队主力迎击，却因缺乏指挥能力及远离水源使军队丧失战斗力，最后以全军覆灭而告终。萨拉丁一鼓作气前来进攻耶路撒冷。
此时贝里昂终于决心站出来拯救民众，“保护你的国王，如果国王不在了，请保护人民”。他领导全城军民一同守卫圣地，在惨烈的战斗中连续阻击对方三天，令萨拉丁遭到重大损失。但孤城耶路撒冷最终城墙也被毁，当守城者背水一战最后一次打退进攻后，萨拉丁向贝里昂提出停战交涉。
贝里昂在交涉中表现了极大的勇气和鬥志，而萨拉丁则展现了巨大的宽容，最后双方协定通过，耶路撒冷城得到和平投降，全城人在穆斯林的保护下安全踏上回国之路，萨拉丁也得到了对于自己最大的回报：圣地和信仰。
影片结束时，贝里昂与西比拉回到自己法国的旧家，不久之后，一群新的十字军为收复圣地（第三次十字軍東征）而来拜访这位传奇英雄，率领者为大名鼎鼎的英格兰国王理查一世。但经历这一切的贝里昂已就此大彻大悟，他婉拒了这另一位英雄的盛情邀请，决心在乡村平静地度过餘生。
最后在缓缓字幕中，观众得知了同样抱着雄心前去收复耶路撒冷的理查之后的结局：在数年激烈的战斗后，理查也只是与萨拉丁再一次签订和约，而之后近千年来，争夺耶路撒冷的冲突始终就没停止。“即使到了今天，天堂之國的和平依舊遙不可及⋯⋯”

## 歷史準確性

### 情節與人物
的黎波里的雷蒙是耶路撒冷阿馬里克一世的表弟，王國裡最強大的貴族之一，有時也作為攝政者。他曾經宣告自己的王權，但由於沒有後代，所以轉而支持與自己關聯的伊貝林家族。他經常與居伊和雷納德發生衝突，而居伊由於由於得到國王喜愛，和王國的女性繼承人結婚，地位青雲直上。居伊和雷納德當時的確在騷擾薩拉丁的商隊，但雷納德捉拿了薩拉丁的妹妹卻是基於兩個事實的錯誤混淆：雷納德在襲擊了一次商隊之後，薩拉丁為了確保下個自己妹妹隨行的商隊不被騷擾，而加強了戒備，因此他妹妹並沒有受到傷害。
王國內部的不和給薩拉丁機會以執行其計畫，達到重奪耶路撒冷的遠期目標。耶路撒冷王國的軍隊在哈丁戰役中大敗，其中一部分原因就是王國內部的權力鬥爭。戰役本身在電影中並未詳述，但對其結果有所描寫。居伊和雷納德被活捉，根據萨法丁·瓦菲·比尔·瓦法亚特記載，蘇丹保證不會再賜任何東西給雷納德，後來雷納德由於喝了賜給居伊的酒而被處決，這部分是符合史實的。居伊起初被囚禁，後來得到釋放，甚至西比拉和他們的女兒們都在1190年的阿卡圍城戰病死之後，居伊仍試圖重回王座，但1192年的選舉中被蒙特費拉的康拉德擊敗。英格蘭國王理查一世在居伊失敗後，向他賣出了賽普勒斯的貴族頭銜，後來居伊約於1194年死於賽普勒斯。
歷史上確實有類似中世紀議會的高等法院，在這裡，影片中的提比利亚與居伊爭論戰爭與否，坐正中央的國王鮑德溫四世決定最終裁決。電影中提到1177年鮑德溫四世16歲時，大敗薩拉丁的蒙吉薩戰役，這場戰役薩拉丁勉強逃生。但實際上，這並非完全是鮑德溫四世個人的指揮功勞，雷納德及聖殿騎士也參與其中。影片中出現的兩大騎士團勢力，醫院騎士和聖殿騎士形象相當接近歷史。這些騎士組織是所謂的軍事修道會，成員遵守禁欲的要求，原則上只接受教皇的指示而無視耶路撒冷國王，而且確實熱衷於進攻薩拉丁和信奉穆斯林的異教徒，尤以聖殿騎士為甚。而居伊和雷納德當時都不是聖殿騎士，電影中的兩人都身著聖殿騎士的外袍，但歷史上，兩人都是擁有妻子和家庭的貴族成員（Secular Nobles）。
歷史上貝里昂是Tiberias的親密同盟，一位道地的紳士，也是王國裡最強大的貴族之一，而非鐵匠出身。他的父親Barisan（此為貝里昂的原名，來源於法語的「Balian」），是東方（可能是義大利）伊貝林家族的建立者。貝里昂與西比拉事實上在保衛耶路撒冷時才團結一致，兩人之間並無曖昧關係。貝里昂與西比拉的繼母，即阿馬里克一世之遺孀瑪麗亞康尼娜（Maria Comnena）結婚。《泰尔旧史》（Old French Continuation of William of Tyre，即Chronicle of Ernoul）記述西比拉曾經迷戀貝里昂的哥哥伊貝林的鮑德溫（Baldwin of Ibelin），一個年齡是她兩倍的鰥夫，但這個記述充滿了可疑之處。相反地，似乎是太巴列的父親希望兒子能娶西比拉以壯大自己的政治集團，然而這個傳說似乎沒有電影裡西比拉與貝里昂的愛情有趣。
薩拉丁包圍耶路撒冷約一個月，也的確擊塌一部分城牆。電影中貝里昂將所有可持劍的人封作騎士，但實際上，他當時只將一些市議員（Burgesses）封為騎士。具體的數字因歷史文檔不同而有差異，但可能只少於百人，而該城當時有幾萬名男性居民和難民。貝里昂威脅要摧毀每一座建築和殺死每個闖進的穆斯林，和薩拉丁私下商談獻出耶路撒冷。電影中，西比拉公主和希拉克略主教保衛城市的戲份都被降低，主教成了見風轉舵的懦夫。薩拉丁只允許貝里昂和他的家人安全離開，但人民希望他留下守護，緊接著五天後，薩拉丁聚集大軍準備屠城耶路撒冷，在被攻陷前夕，貝里昂出面要求向薩拉丁談和，1099年十字軍血洗耶路撒冷的大屠殺讓薩拉丁無法接受。談和失敗的貝里昂用心戰逼迫薩拉丁，威脅他若不放過城中人民，他們會殺掉手中的穆斯林俘虜並摧毀圓頂清真寺。薩拉丁接受談判，但要求城中每人都要支付贖金，男人十枚金幣、女人五枚、小孩一枚，近三千人因支付不起贖金而淪為奴隸。貝里昂本人為不少人代付了贖金，薩拉丁則最後乾脆免去了這種形式，電影為提高戲劇效果而簡化此過程。電影結局提到「難得的休戰協定」，事實上是在貝里昂幫助下的和平協商，這也是第三次十字軍東征的結尾。影片將這結局改換了形式呈現，把理查一世受貝里昂的調停變成自己事先的拜訪。
貝里昂並非來自法國，也理所當然不會與西比拉回到那裡，且理查一世攻陷阿卡之後，西比拉與兩個女兒在營中因熱病而死去。另一方面，貝里昂和理查一世的關係事實上並不友善，因為在後來的選舉中，貝里昂支持康拉德而理查支持居伊。貝里昂與瑪麗亞安排他們的女兒伊莎貝拉與托倫的韓福瑞四世強行離婚，這樣伊莎貝拉可以嫁給康拉德。為十字軍寫下詩歌記錄的安布罗斯稱貝里昂「比小丑還虛偽」、「他應該被狗獵殺」。《Itinerarium Peregrinorum et Gesta Regis Ricardi》一書的無名作者稱貝里昂是「極端邪惡委員會」的一員，將他描述為一個殘暴、浮躁、背信棄義的人，並指他從康拉德那裡收受賄賂。因此電影中那樣英雄般正直的貝里昂或許並不存在，歷史上的貝里昂與瑪麗亞結婚（Maria Comnena），由於他們和西比拉同父異母的姐妹－伊莎貝拉女王（未出現在電影中）的親密關係，伊貝林家族成為耶路撒冷王國和13世紀的塞浦勒斯最強大的貴族。尤其是瑪麗亞和貝里昂的兒子約翰（Lord of Beirut），成為13世紀前30年，整個基督聖地的主導力量。
該片的歷史正確性由哈米德·達巴什（Hamid Dabashi）教授作顧問，在後來歷史頻道的《历史vs好莱坞》（History vs. Hollywood）系列片中也作了分析，該集並收錄在發行的DVD中。

### 裝備及其他細節
電影中，貝里昂曾被居伊派來的三名騎士襲擊，那些刺客穿著條頓騎士團特有的黑色十字的白色長袍，而非白袍紅十字的聖殿騎士長袍，但條頓騎士最早約在1190年才出現和成立，即發生哈丁之戰的後三年，此部分似乎略有矛盾。但他們的服裝標誌，包括盾牌上的十字形狀都與日後的條頓騎士團之標準稍有區別，且先前雷納德和居伊的交談中也只談到「killed by Templars」（被聖殿騎士所殺），因此劇情可能在這暗示，這些人目前只屬於聖殿騎士，而為日後條頓騎士團的雛形，這種說法也許是歷史顧問做出的一些妥協方法。
哈丁戰役雖然沒有直接描寫過程，但行軍的鏡頭描寫士兵缺水而喪失戰鬥力和士氣，歷史上基督教在這場戰鬥中的慘敗，確實與電影相差不遠。影片中第一次耶路撒冷大軍出征時，有一個鏡頭描寫了士兵們簇擁著金色的巨大十字架，此即為真十字架，據說耶穌便是被釘在此十字架上處刑的。而在哈丁戰役之後，十字架倒裂在一邊，歷史上的真十字架據聞在哈丁戰役後，落入穆斯林之手而不是被毀壞。但影片這樣設置也並無破綻，因為真正的真十字架，只是一塊據說是當年耶穌被懸掛的十字架之殘骸，被保留在盒子中而經常隨軍出征，那個金色的大十字架只是作為旗幟在向友軍提醒而已，影片中也使用了一個鏡頭表達，金色十字架下實際上還放著一個巨大的箱子，一位信徒坐在箱子上守護。
在圍攻耶路撒冷的過程中，薩拉丁軍隊使用大批的投石機裝備，從文獻角度出發，約在同期的穆斯林反攻階段中，基督教確實留下了相當的資料描述穆斯林使用「可怕的」、「眾多的」新型攻擊裝備給防禦帶來巨大壓力，而具體影片中的數量則應是追求視覺效果而做的誇張渲染。在一些細節設置上，影片較考究到位，但主線劇情則大幅偏離歷史事實。

## 導演剪輯版
根據導演的原始構想，原片的長度應該還能增加約30分鐘，達到全長3小時的程度，但這些內容在正式上映時由於一些原因而被取消，但保留在通過DVD發行的導演剪輯版中，其中主要包括以下一些劇情：
- 在開始的村莊，貝里昂家族實際上是當地的領主，他父親戈弗雷是領主的弟弟，因沒有繼承權而離開家鄉參加十字軍。他所殺死的當地牧師，實際上是他領主伯父的兒子之一，指揮追捕他們的騎士也是領主的另一個兒子。

- 貝里昂本人實際上也不僅是個普通的鐵匠更是當地的一位工程師，而且還以此身分參加過戰爭。在影片開始時他原本被收押，但受命为了幫助返回的十字軍（其父）籌措武器裝備而被釋放。在耶路撒冷，鮑德溫四世也曾經和他交流關於守城的技巧，對其才華予以肯定後再分配其回去守護領地伊貝林。

- 在居伊之前，西比拉实际上已经曾结婚而确实还有个孩子，即历史上的鲍德温五世，在鲍德温四世病故后，原本她与居伊达成协定，以向年幼的孩子效忠为条件和其恢复夫妻关系，以此作为贝里昂拒绝即位后的另一条折衷路线（剪辑版的这些内容也是更接近史实的发展过程）。但幼主即位不久就同样被发现了麻风病的症状，由于之前受其弟弟悲惨命运的重大打击，她最终丧失了一切希望，亲手谋杀了儿子，也宁可就此毁灭整个王国。剪辑版中针对这一段情节，有较多的台词修改及新的剧本。这里的西比拉不再仅仅是权力场上被争夺的棋子，她也有了更多自己的想法和性格。

- 其他次要人物也有少量剧情追加，比如开始随行戈弗雷，后战死的几人中，黑人士兵曾经用自己的土语吆喝对话，另一位金发的士兵也明确提到其来自于日耳曼地区。执政官雷蒙德在第一次处死犯下暴行的圣殿骑士却无法追究真正的领导者雷纳德后，针对商队主人的质问，他先解释说“除非你们愿意让我士兵护送，我才能保证这种事件不再发生”，当对方明确表达出于信仰决不能信任也不愿意就此罢休后，补充说“既然你们是为钱而来，那么拿这个还你们罢”，接着丢给对方一个钱袋，整个过程既显示了其宽大公正又反射了圣地当时确实已成为和平贸易中心的事实。

- 当城市最终投降后，有一段情节是被萨拉丁释放的居伊出于嫉恨向贝里昂袭击，两人进行了场简短而激烈的决鬥。当贝里昂打败对手，对方跪在自己面前要求一死时，他平静地告诉对方：“我不会动手，请作为骑士站起来”（“rise a knight”，这句台词在此第3次出现）。该台词一语双关的另一层含义则是：“你从此以后也只是骑士，不再是国王了”（电影版未交待居伊的结局，而剪辑版中间接交待的内容相对偏向史实一些）。

- 其他一些原电影中的修改主要出于降低血腥程度以便于通过评级，如萨拉丁亲手处死雷纳德时实际上还用了更多的镜头，在先割开对方喉咙后（剧场版中只到此为止而且画面减少），他走出帐篷并将对方彻底斩首，包括在后面的镜头中雷纳德的首级还在一个画面中出现过。类似的，其他还有一部分战斗时的血腥画面在公映时被剪除。

## 製作
主體拍攝於2004年1月5日開始，於摩洛哥和西班牙進行製作。

## 提名与获奖
| 頒獎典禮     | 獎項                         | 名字                                                  | 結果 |
| ------------ | ---------------------------- | ----------------------------------------------------- | ---- |
| 歐洲電影獎   | 觀眾獎 – 最佳男演員          | 奧蘭多·布鲁                                           | 獲獎 |
| 衛星獎       | 最佳原作評價獎               | 哈利·葛瑞森-威廉斯                                    | 獲獎 |
| VES獎        | 動作電影最佳視覺效果獎       | Wes Sewell, Victoria Alonso, Tom Wood, Gary Brozenich | 獲獎 |
| 衛星獎       | 最佳男配角獎                 | Edward Norton                                         | 提名 |
| 衛星獎       | 最佳藝術指導及作品設計獎     | Arthur Max                                            | 提名 |
| 衛星獎       | 最佳服裝設計獎               | Janty Yates                                           | 提名 |
| 衛星獎       | 最佳視覺效果獎               | Tom Wood                                              | 提名 |
| 青少年票選獎 | 票選電影：冒險/動作          |                                                       | 提名 |
| 青少年票選獎 | 票選電影演員：動作/冒險/驚悚 | 奥蘭多·布鲁                                           | 提名 |
| 青少年票選獎 | 票選情侣                     | 伊娃·葛林和奥蘭多·布鲁                                | 提名 |
| 青少年票選獎 | 票選愛情場面                 | 伊娃·葛林和奥蘭多·布鲁                                | 提名 |